# Isla Kolchak

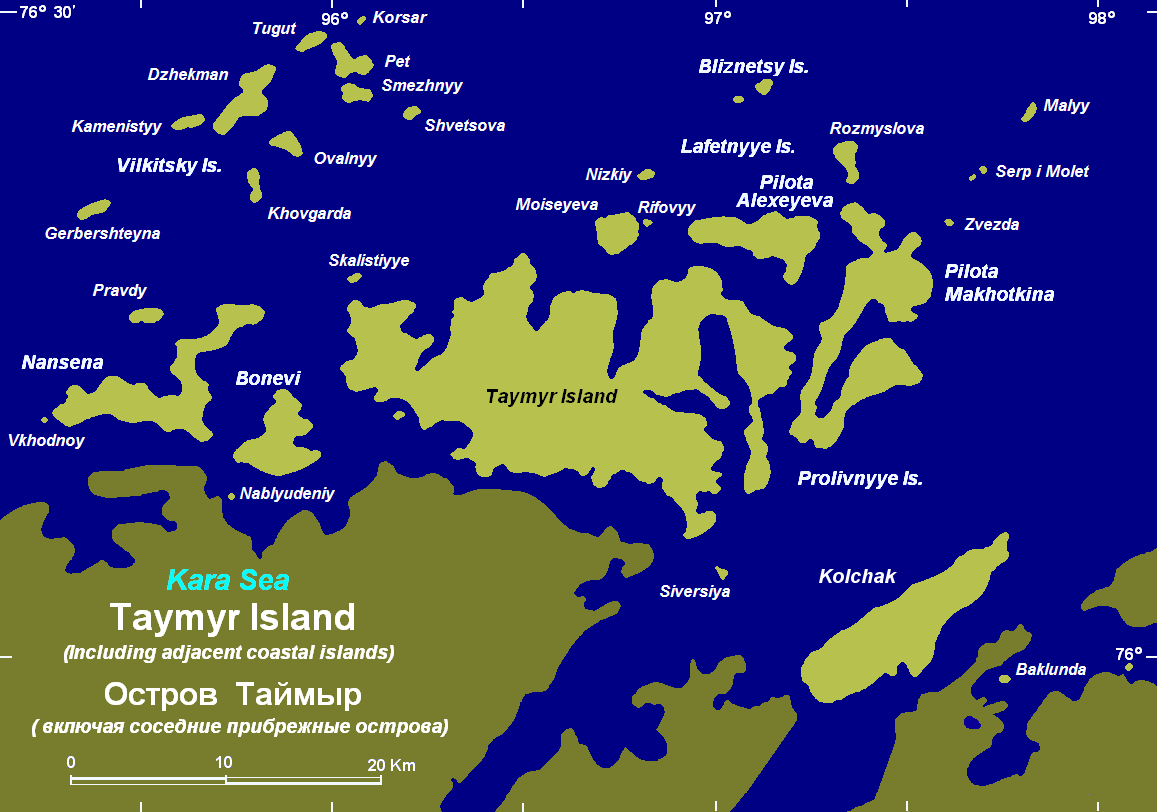
Localización de Kolchak en el mar de Kara

La isla de Kolchak (en ruso: Остров Колчака, romanizado: Óstrov Kolchaka) es una isla rusa localizada en el mar de Kara al nordeste de la península de Taimyr dentro del área de escollos del archipiélago de Nordenskiöld. En comparación con otras islas, esta presenta una forma regular. Tiene una longitud de 21 km y un ancho de 6,5 km.
Debido a su situación geográfica, está cubierta de nieve la mayor parte del año salvo en los meses de verano donde crece la tundra.

## Geografía
Está localizada a 40 km al oeste del golfo de Taimyr y a 14 km al sur de la isla de Taimir.
El clima de la zona es severo con inviernos largos y extremos y con frecuentes tormentas de nieve y galernas. El mar que rodea la isla se encuentra cubierta de hielo sólido incluso en verano.
Kolchak está integrada dentro del krai de Krasnoyarsk y forma parte de la Reserva natural Gran ártico.

## Historia
La isla recibe su nombre por el explorador de la Marina Imperial Rusa Aleksandr Kolchak, quien se unió con el explorador Eduard Toll en una expedición por el Ártico durante los años 1900 al 1902.
Las primeras fuentes de la nomenclatura se remontan a 1901. A partir de 1937, el Gobierno Soviético renombró la isla en memoria de Stepan Rastorguyev a pesar de que ya había una isla con el mismo nombre No obstante, recuperó su nombre original en 2005 para evitar confusiones.